# Рене Светте
Рене Светте (нім. René Swette; нар. 21 серпня 1988, м. Лустенау, Австрія) — австрійський хокеїст, воротар. Виступає за «Філлах» в Австрійській хокейній лізі.
Вихованець хокейної школи ЕХК «Лустенау». Виступав за ЕХК «Лустенау», КАС «Клагенфурт», «Блек Вінгз Лінц», «Дрезднер Айслевен».
У складі національної збірної Австрії учасник зимових Олімпійських ігор 2014 (0 матчів), учасник чемпіонатів світу 2011, 2013, 2014 (дивізіон I) і 2015. У складі молодіжної збірної Австрії учасник чемпіонатів світу 2007 (дивізіон I) і 2008 (дивізіон I).

## Досягнення
- Чемпіон Австрії — 2009, 2013.